# Zichyújfalu
Zichyújfalu là một thị trấn thuộc hạt Fejér, Hungary. Thị trấn này có diện tích 10,82 km², dân số năm 2010 là 956 người, mật độ 88 người/km².